# Paul von Hindenburg
Vous lisez un « bon article » labellisé en 2008.
Pour les articles homonymes, voir Hindenburg.
 (avril 2025).
Si vous disposez d'ouvrages ou d'articles de référence ou si vous connaissez des sites web de qualité traitant du thème abordé ici, merci de compléter l'article en donnant les références utiles à sa vérifiabilité et en les liant à la section « Notes et références ».
Paul von Hindenburg, né le 2 octobre 1847 à Posen et mort le 2 août 1934 au manoir de Neudeck, est un militaire et homme d'État allemand. Du fait de son prestige et de sa longévité, il joue un rôle important dans l'histoire de l'Allemagne.
Sa longue carrière dans l'armée prussienne puis l'armée impériale allemande commence pendant la guerre austro-prussienne de 1866 et se poursuit pendant la guerre franco-prussienne de 1870. Mis à la retraite peu avant 1914, il reprend du service dans la Première Guerre mondiale : vainqueur de la bataille de Tannenberg, Hindenburg s'impose en deux ans comme commandant en chef du front de l'Est avant d'être nommé chef du Grand État-Major en novembre 1916 avec le grade de Generalfeldmarschall. Jusqu'à la fin du conflit, secondé par le quartier-maître général Erich Ludendorff, il dirige l'Allemagne en guerre sous la forme d'une dictature militaire. Il appuie de son prestige un programme de guerre totale avec la mobilisation industrielle (le plan Hindenburg) et la guerre sous-marine à outrance. Malgré l'échec de l'offensive du Printemps 1918 et la retraite allemande à l'automne, il refuse de reconnaître la responsabilité de l'armée et la sienne dans la défaite : après le déclenchement de la révolution de Novembre 1918, il laisse aux civils la charge de signer l'armistice du 11 novembre 1918 et contribue à propager la légende du « coup de poignard dans le dos ».
Auréolé de son prestige militaire que la défaite de l'Empire allemand n'a pas affecté, foncièrement conservateur et méfiant envers les partis de la République de Weimar, le maréchal von Hindenburg se laisse convaincre de se présenter comme président du Reich, après le décès du président social-démocrate Friedrich Ebert, pour empêcher l'élection d'un candidat du Centre catholique. Vainqueur de l'élection présidentielle d'avril 1925,  il est réélu en 1932 pour un second septennat sans pouvoir remédier à la crise économique ni au blocage politique des années 1930. Il doit se résoudre à accepter l'ascension politique d'Adolf Hitler qu'il nomme chancelier du Reich le 30 janvier 1933. À sa mort en 1934, Hitler cumule la fonction de chancelier avec celle du président du Reich, ce cumul étant avalisé par le plébiscite du 19 août 1934 avant d'honorer la mémoire de Hindenburg en érigeant son mausolée au mémorial de Tannenberg.

## Jeunesse dans l'armée prussienne

### Famille noble prussienne

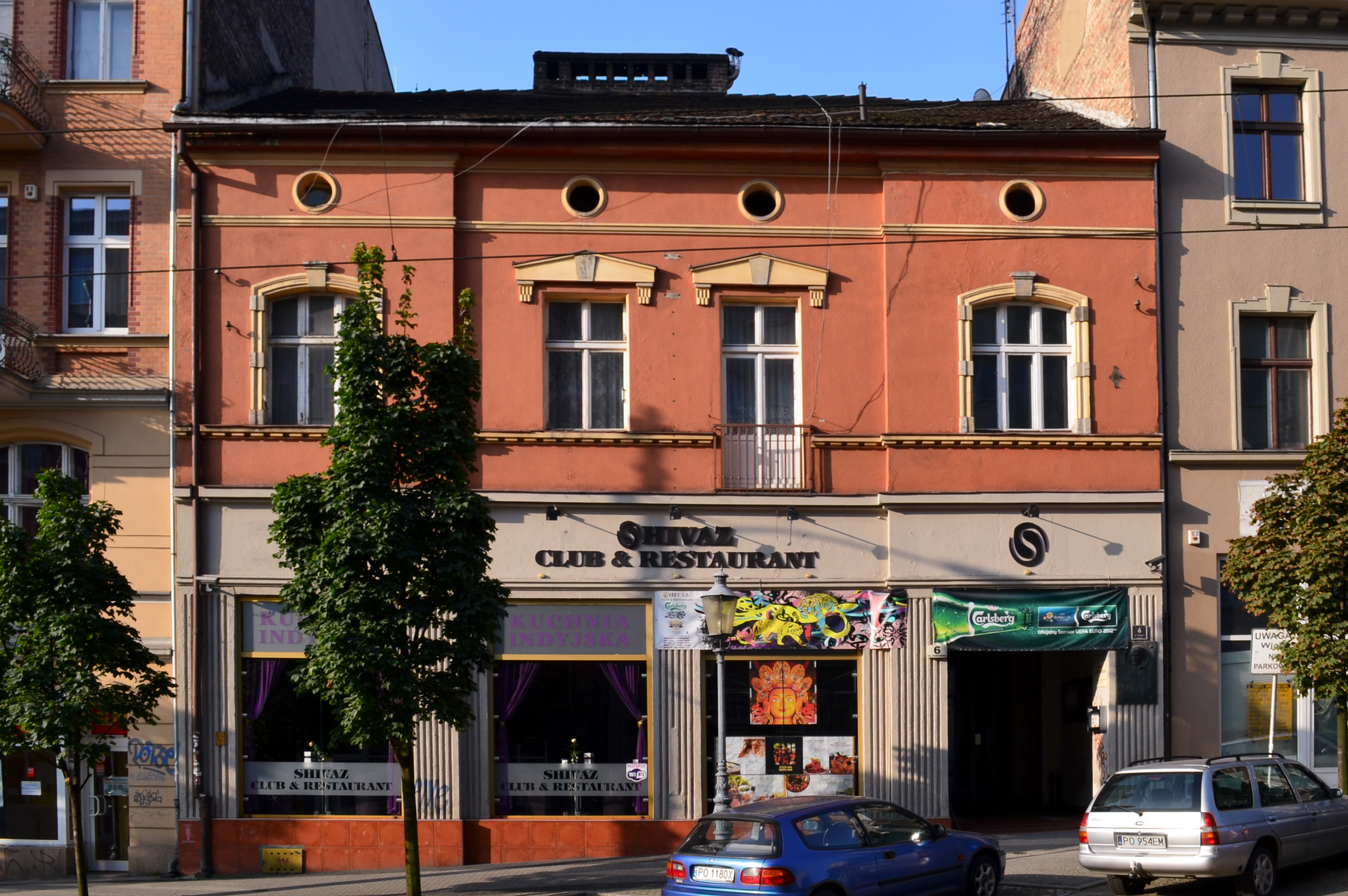
Maison Hindenburg à Posen.

Paul von Hindenburg naît dans l'après-midi du 2 octobre 1847 à Posen en Posnanie (aujourd'hui Poznań), au 7 Bergstrasse. Son père, Robert von Beneckendorff und von Hindenburg (de) (1816-1902), est militaire depuis 1832 et exerce à l'époque les fonctions de lieutenant du 18e régiment d'infanterie (de) à Posen. Il est le descendant d'une famille noble qui possède des terres en Prusse depuis plusieurs générations. Ses grands-parents paternels sont Otto Ludwig von Beneckendorff und von Hindenburg (de) (1778-1855) et Eleonore von Brederlow qui font de lui le descendant illégitime du comte Henri VI de Waldeck (de). Sa mère, Luise Wilhelmine Schwickart (1807-1893), est la fille de Karl Ludwig Schwickart, médecin-colonel de l'armée prussienne.
Robert et Luise se marient en 1845. Quatre enfants naissent de cette union : Paul (1847-1934), Otto (1849-1908), Ida (née en 1851) et Bernhard (né en 1859). La famille déménage souvent au gré des mutations du père : Posen, Graudenz, puis Cologne. Le meilleur souvenir de Paul reste le passage à Pinne, près de Posen. En 1850, Robert von Hindenburg y est promu capitaine et dirige une compagnie d'hommes pendant quatre années, jusqu'en 1854. Le jeune Hindenburg se souviendra longtemps de son instituteur, Herr Kobelt. En 1855, la famille déménage en province de Silésie à Glogau.

### Formation à Wahlstatt

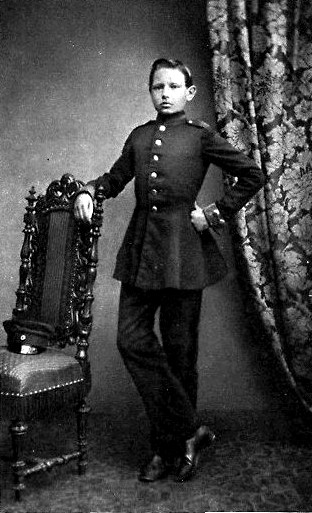
Paul von Hindenburg, alors cadet à Wahlstatt (1860).

Après des études élémentaires, le jeune Paul incorpore le collège, puis le lycée de Posen. À partir de 1859, il rejoint l'école militaire de Wahlstatt (Wahlstätter Kadettenhaus). Hindenburg décrit la scène dans ses Mémoires : « Un soir de printemps 1859 comme un garçon de onze ans, aux grilles du pensionnat des Cadets à Wahlstatt, je disais à mon père « Adieu ! » Être soldat était pour moi une évidence (…). Le service d'arme pour le roi et la patrie était une vieille tradition dans la famille. »
Il dresse également le tableau d'une éducation sévère, à l'image de celle que connaissent les soldats en caserne menant une vie de « Spartiate ». Les permissions sont rares et, dans la plupart des cas exceptionnelles, brèves. « Je restais toute la nuit dans la pièce et j'avais peur (…). Nous n'avions pas de souper. Je ne trouvais comme linge que trois mouchoirs propres et quelques sous-vêtements. Cette nuit-là je n'ai pas pu dormir, car les punaises me mordaient terriblement. », affirme Hindenburg dans ses Mémoires.
Au début de l'année 1861, son frère Otto le rejoint à Wahlstatt et c'est Paul qui est chargé de son éducation. Durant le printemps 1863, une nouvelle mutation du père transfère les deux frères à la nouvelle école militaire de Lichterfelde à Berlin. Située sur la Friedrichstrasse à proximité de l'Alexanderplatz, c'est un nouveau monde pour les Hindenburg. Paul raconte que les parades militaires sur l'Opernplatz ainsi que celles d'automne sur le Tempelhofer n'ont rien à voir avec l'école rurale. Il peut aussi apercevoir ici le nouveau roi de Prusse : Guillaume Ier. En 1864, les plus anciens élèves de l'école sont envoyés au front au cours de la guerre des Duchés contre le Danemark. Hindenburg témoigne : « Moi-même j'étais trop jeune [16 ans] pour faire partie de ces chanceux. Les camarades savaient l'envie qu'ils nous procuraient, cela ne peut pas se décrire. »
En 1865, Hindenburg est nommé officiellement page de la reine Élisabeth de Bavière, veuve de Frédéric-Guillaume IV, le roi de Prusse défunt. Puis, il sort sous-lieutenant de l'école militaire de Berlin âgé de 18 ans, le 7 avril 1866.

### Guerre austro-prussienne

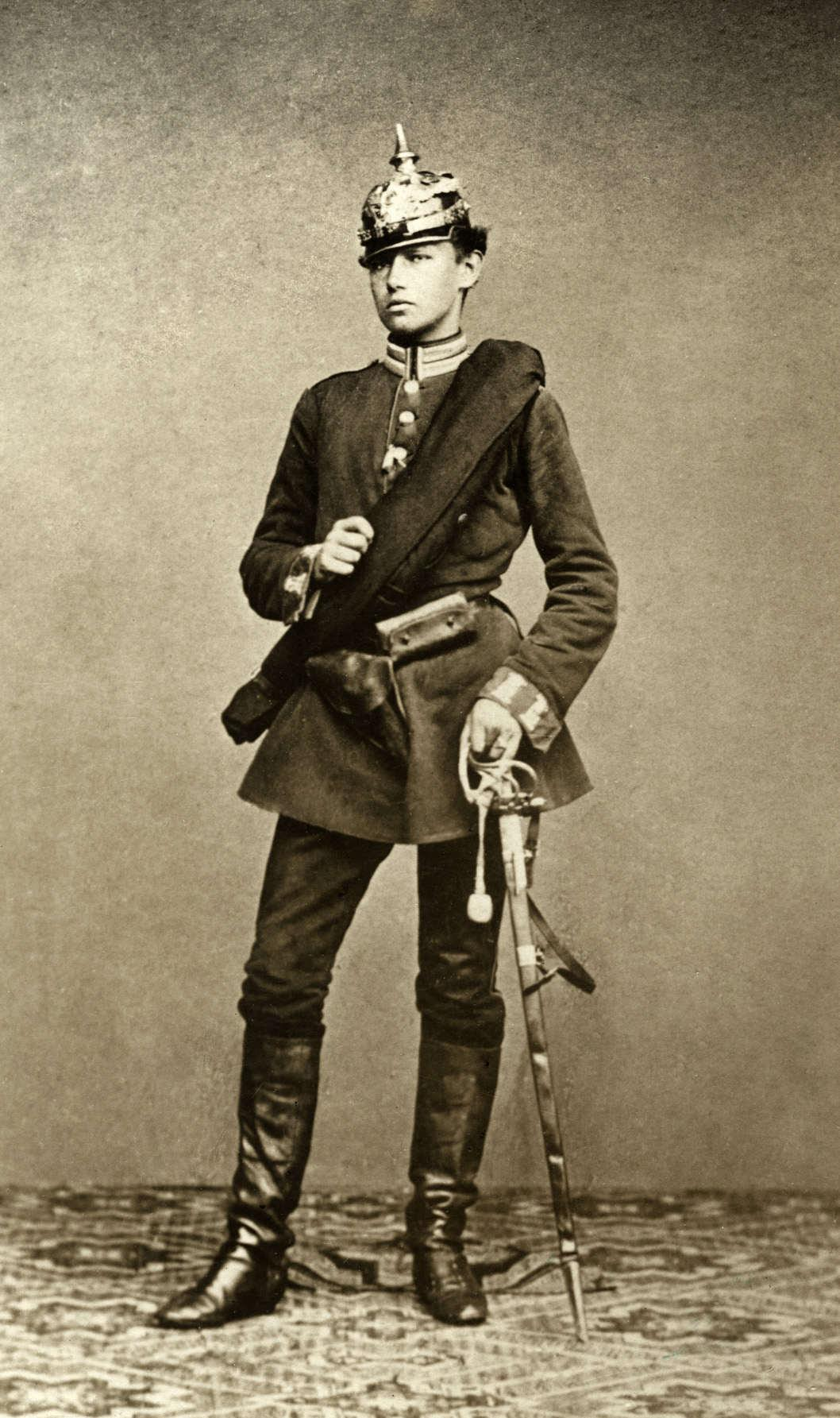
Hindenbourg en 1866, alors lieutenant au 3e régiment de la Garde, portant le Pickelhaube penché à droite.

Au cours du printemps 1866, le sous-lieutenant Hindenburg incorpore le 3e régiment à pied de la Garde à Dantzig. À la suite de la guerre des Duchés (1864), le royaume de Prusse et l'empire d'Autriche se disputent l'administration de la province du Holstein. Hindenburg, comme beaucoup de militaires, sent la guerre proche : « Politiquement nous comprenions la nécessité d'une décision de pouvoir entre l'Autriche et nous [la Prusse] puisque les deux puissances étaient à armes égales et aucune mesure pacifique n'était possible. Aucun des deux ne voulant céder, seules les armes pouvaient parler (…) ».
C'est ainsi que le 19 juin 1866, la Prusse déclare la guerre à l'Autriche. Le régiment de Hindenburg est incorporé à la seconde armée prussienne dirigée par le Kronprinz Frédéric. Le régiment participe entre autres aux combats de Rosberitz et de Königgrätz. Le sous-lieutenant Hindenburg se souvient que « Les ennemis pénétraient de tous les côtés sur nous pour prendre le village [Rosberitz] (…). Chacun pique et tire autour de lui-même autant qu'il le peut (…). Sa montre d'or (du futur feldmarschall Remus von Woyrsch) m'est remise pour éviter qu'elle ne tombe dans les mains des pilleurs. Bientôt nous courons le danger d'être coupés. Depuis une ruelle latérale derrière nous, on entend les tambours ennemis (…). Un toit de chaume et des barres brûlants provoquaient de la fumée et nous nous échappons grâce à cette protection sur une hauteur au nord-est du village ».
À la bataille de Sadowa le 3 juillet suivant, Hindenburg s'empare de plusieurs pièces d'artillerie. 
Le conflit représente, avec la guerre de Crimée et la guerre de Sécession, une des premières guerres modernes où il y a manœuvre d'armées massives, généralisation des armes à feu et de la logistique (train et télégraphe). Le 6 juillet, son régiment dépasse l'Elbe et l'armistice est signé le 22 suivant. Sur le chemin du retour, il rencontre son père à Prague qui est alors officier hospitalier chez les chevaliers protestants de Saint-Jean au sein d'un hôpital militaire. Le 20 septembre 1866, le régiment de Hindenburg, salué par la foule, entre à Berlin. Son commandant de bataillon, Seel, lui remet sur la Floraplatz, le Roten Adlerorden (l'ordre de l'Aigle rouge) de 4e classe.

## Carrière d'officier supérieur

### Guerre franco-prussienne
Jusqu'en 1870, Hindenburg est envoyé en garnison à Hanovre, la nouvelle ville de garnison du 3e régiment de la Garde prussienne, où il est chargé de l'instruction des recrues. Au même moment, il connaît son premier amour. C'est une certaine Irmengarde von Rappard avec qui il se fiance quelques mois plus tard, mais qui meurt de la tuberculose en avril 1871 durant son service en France.
Au cours du printemps 1870, les relations s'enveniment entre la France et la Prusse. La guerre finit par éclater le 19 juillet. Le lieutenant Hindenburg, âgé de 23 ans, part avec son régiment, intégré dans la 2e armée. Il incorpore le 1er bataillon sous le commandement de Seegensberg. Le 17 août, son bataillon franchi la Moselle à Pont-à-Mousson, puis il continue sa marche vers l'ouest vers Hattonville (Meuse) : « La marche jusque-là relativement courte, était fatigante. Depuis la veille on n'avait pas eu, dans la chaleur brûlante, d'approvisionnements et insuffisamment d'eau. J'avais eu l'occasion de visiter la tombe d'un cousin tombé dans le 2e régiment de dragons (pl) à Mars-la-Tour (…). J'ai vu ici des rangées de soldats morts au combat, autant prussiens que français. Une lutte meurtrière avait eu lieu ».

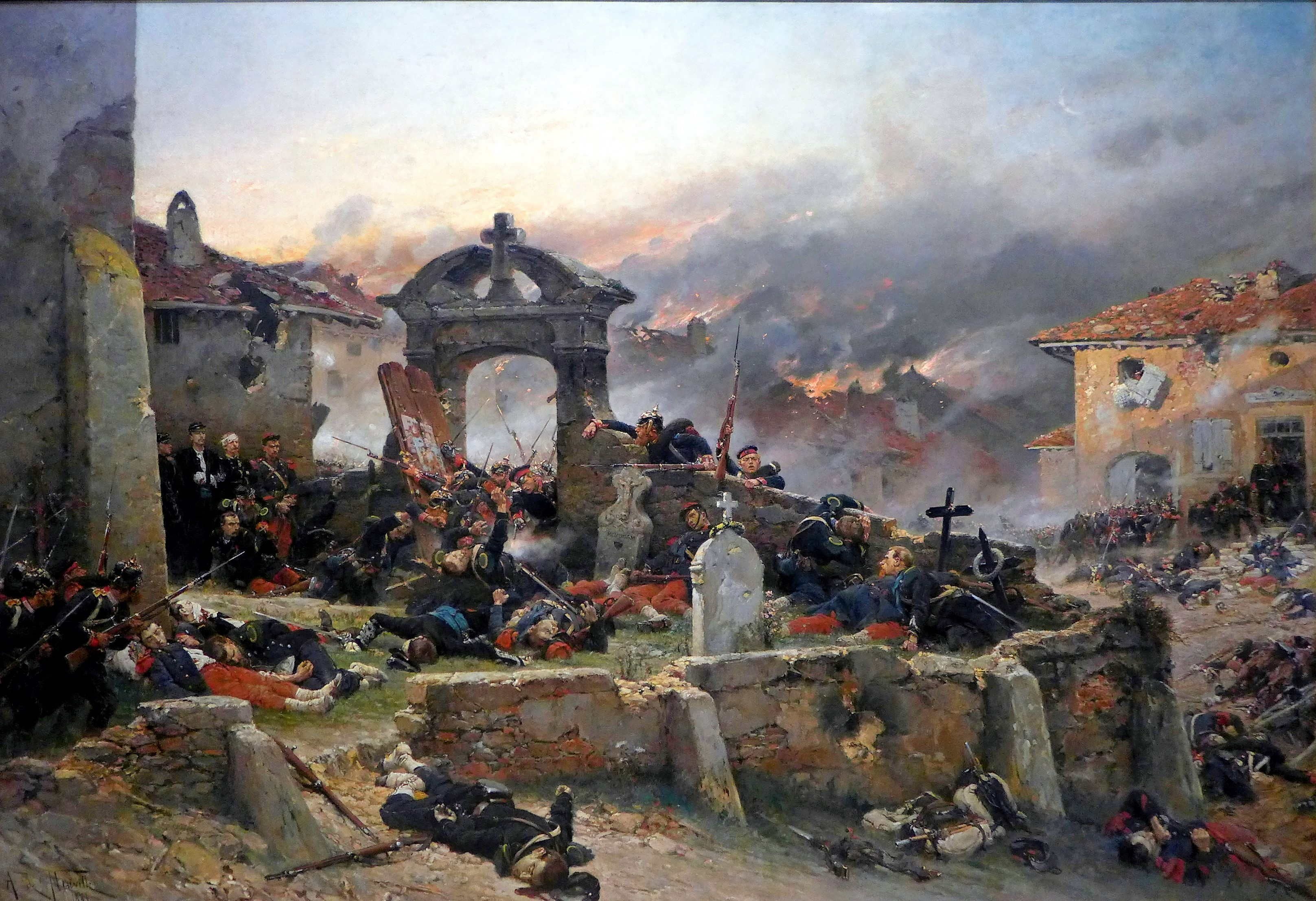
Bataille de Saint-Privat (18 août 1870).

Le régiment prend une direction nord-nord-est et participe à la bataille de Saint-Privat. Hindenburg et ses hommes arrivent à proximité de l'ennemi. Le lieutenant témoigne : « Sur les hauteurs d'Amanvillers jusqu'à Saint-Privat se lèvent de lourds nuages de poudre. Plusieurs lignes ennemies d'artillerie et d'infanterie sont là en hauteur. Leur feu est surtout dirigé sur le 9e corps (…). Pour éviter le choc frontal nous avons contourné vers le nord vers Sainte-Marie-aux-Chênes. Le village est alors attaqué par l'avant-garde de notre division (…). Après la prise de Sainte-Marie-aux-Chênes, nous nous reposâmes ».
La situation devient de plus en plus critique et la guerre se montre de plus en plus meurtrière. De nombreux soldats ainsi que des officiers y perdent la vie. Le régiment de Hindenburg arrive à Saint-Privat : « Le lieutenant von Feldhoff du 1er régiment de la Garde est tué près de moi. Son père, commandant de ce même régiment était tombé en 1866 à Königgrätz également non loin de moi… (…) Mon commandant monte avec moi en avant pour reconnaître le terrain et indiquer au bataillon la direction de marche. Pendant ce temps, des coups de feu tirent en notre direction. Nous devons poursuivre. Nous réussissons à traverser la route ».

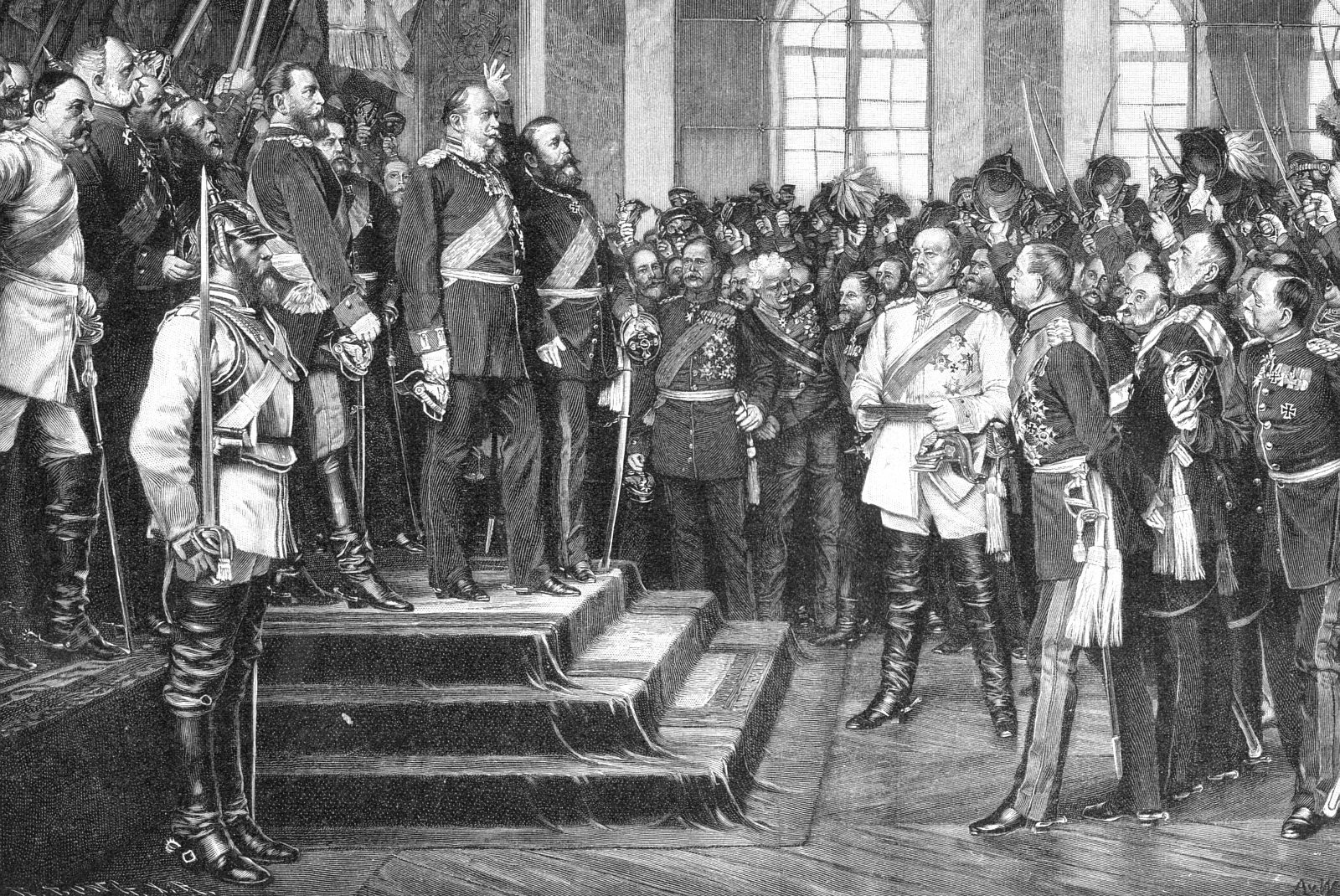
Proclamation de l'Empire allemand, à Versailles.

Le 30 août 1870, la bataille de Beaumont éprouve encore durement son régiment. Le corps de la Garde forme la partie la plus septentrionale et la plus exposée face à l'armée du maréchal de Mac Mahon. Pourtant, l'armée française est rapidement dépassée et totalement défaite. Napoléon III est capturé à Sedan. Selon les historiens français, Hindenburg aurait donné son avis sur la défaite française : « Je crois encore aujourd'hui que la France a eu une défaillance dans sa résistance ce qui est en grande partie la cause de cet échec ». Le 3 septembre, son régiment quitte le champ de bataille pour Paris. Le lieutenant Hindenburg a l'ordre de rester sur place jusqu'à la mi-janvier 1871. Le soir du 16 janvier, il assiste à la proclamation de l'Empire allemand au château de Versailles. Il est décoré de la croix de fer de 2e classe (Eiserner Kreuzes) pour sa participation au conflit.

### Formation d'officier
Après le conflit franco-prussien, le lieutenant von Hindenburg est de retour dans sa garnison de Hanovre. C'est un officier polyvalent qui poursuit l'enseignement aux recrues. Le 13 avril 1872, il obtient une première promotion de grade. Son but est d'incorporer l'Académie de guerre (Kriegsacademie) qui permet l'accession au Grand État-Major général. Hindenburg réussit l'examen d'entrée à l'École de guerre de Berlin en 1875. Durant la première année, l'officier de 27 ans est déçu par un enseignement qui ne porte que sur les tactiques traditionnelles des armées. En revanche, son intérêt grandit lorsque les années suivantes, les professeurs introduisent les armes et les tactiques modernes. Durant sa formation, Hindenburg fait partie de la promotion prince Alexandre de Prusse .
Au printemps 1877, il retourne à Hanovre où il est incorporé au Grand État-Major. Le 9 juillet 1878, il est muté à l'état-major du 2e corps d'armée de Stettin, où il est nommé capitaine. C'est à Königsberg qu'il fait la connaissance de Gertrud Wilhelmine von Sperling (1860-1921), fille du général Oskar von Sperling (de) qui était le chef d'état-major du 6e corps d'armée en 1866 puis de la Ire armée en 1870. Ils se marient le 24 septembre 1879, quatre enfants naissent de cette union : Irmengarde (1880), un fils mort en bas âge (entre 1881 et 1882), Oskar Wilhelm (1883-1960) et Annemarie (1891).

### Entrée au Grand État-Major
Il est muté en tant qu'officier d'état-major à la 1re division de Königsberg, le 5 mai 1881. Durant trois années, le capitaine von Hindenburg acquiert une connaissance pointue et stratégique de la Prusse-Orientale et de la région frontalière avec l'Empire russe. De retour dans sa province natale, il souligne que le contact avec la troupe est plus étroit qu'ailleurs. Certains soldats placés sous ses ordres affirment qu'il s'agit d'un officier sévère mais juste à la tête de sa compagnie. Du printemps 1884 à l'été 1885, il est appelé comme commandant de compagnie dans le 3e régiment d'infanterie de Posen.
Il est muté au sein du Grand État-Major de l'Armée à Berlin, le 14 juillet 1885, avec le grade de major. La consécration pour Hindenburg est arrivée : il est nommé commandant et se retrouve directement sous les ordres du vieux maréchal von Moltke. Ce dernier, vainqueur de la guerre des Duchés, de la bataille de Sadowa et de la guerre franco-prussienne, a demandé sa mise à la retraite depuis longtemps, mais l'empereur Guillaume Ier la lui a toujours refusée. Hindenburg se fait remarquer par Moltke qui ne manque pas d'en toucher quelques mots à un officier suédois en déplacement à Berlin : « Hindenburg a une confiance en soi si colossale qu'il ne veut absolument pas plier sa propre volonté et ne réaliser que ses projets. Pour ma part je remarque que tout ce que Hindenburg prend en main se passe très bien, donc je le laisse faire. Toutefois, il n'est pas sûr que mon successeur prenne en compte ces mêmes considérations ».
Le 1er janvier 1887, comme le veut la tradition militaire allemande, son supérieur direct, le chef de département du Grand État-Major, le colonel von Schlieffen rédige un rapport sur Hindenburg : « Le commandant von Hindenburg est un officier d'état-major splendide qui s'est fait remarquer pour un intérêt animé pour le service, l'activité mobile et ainsi il encourage les jeunes officiers. Il est sérieux et énergique doté d'un point de vue précis et rapide. Ses activités sont tout à fait adéquates ».
Le maréchal von Waldersee, qui succède à Moltke à la tête du Grand État-Major, ne tarde pas à ajouter son avis : « D'accord. Le commandant von Hindenburg est un officier d'état-major très capable et il convient déjà au chef du Grand État-Major ». Au cours de l'automne 1888, le commandant Paul von Hindenburg est muté au 3e bureau du Grand État-Major. En parallèle, il donne des conférences et des cours de tactique militaire à l'Académie de guerre. Au mois de novembre suivant, il est nommé secrétaire au ministère de la Guerre avant d'en devenir chef du service Kriegsdepartments deux ans plus tard. Le 14 février 1891, il est promu lieutenant-colonel (Oberstleutnant).
Hindenburg est nommé à la tête du 91e régiment d'infanterie (de) à Oldenbourg pendant l'été 1893. Cette responsabilité le marque profondément : « La position de commandant de régiment est la plus belle dans l'armée. L'éducation des officiers, par le travail et surtout à travers les relations sociales, la surveillance et l'enseignement de la troupe en sont les tâches les plus importantes. Je m'efforçais de soigner le sens chevaleresque dans mes bataillons, la modération de la guerre et la discipline. Malgré cela j'ai toujours eu une grande joie dans le service ».

### Une fin de carrière paisible
Il est nommé colonel (Oberst) le 17 mars 1894 et continue de diriger le régiment jusqu'en 1896. À cette date il fait ses adieux à son unité plus à la manière d'un père que d'un commandant : « Mousquetaires ! Je suis revenu ici pour vous dire Adieu. Je me souviendrai toujours avec joie et fierté de l'honneur que j'ai eu de me trouver à la tête de ce régiment, car vous avez prouvé, à quelques exceptions près, que vous étiez de braves soldats. Cet esprit de fidélité et d'obéissance, emportez-le dans votre pays natal et alors tout ira bien. Votre vieux commandant vous le souhaite ».
Le 14 août 1896, Hindenburg est muté à la direction du Grand État-Major comme général de brigade, puis devient le chef d'état-major du 8e corps d'armée à Coblence. Le 22 mars 1897, il est promu général de division (Generalmajor). Son supérieur direct est le duc Guillaume de Bade (1829-1897) avec qui les relations sont si amicales qu'il finit par être nommé au cours du mois de juillet 1900 commandant de la 28e division à Karlsruhe avec le grade de général de corps d'armée (Generalleutnant). Robert von Hindenburg, le père de Paul, qui se repose dans la propriété familiale de Neudeck, est fier de l'ascension professionnelle de son fils aîné.
Le 27 janvier 1903, le jour du 44e anniversaire de l'empereur, Hindenburg reçoit sa nomination comme commandant général (Kommandierende General) du 4e corps d'armée à Magdebourg. Il est désormais un personnage-clé de l'armée, en particulier pour le choix et l'instruction des officiers. Quand il termine la revue d'un des régiments du 4e corps d'armée, il a l'habitude de dire au commandant : « C'était très bien, seulement les lieutenants auraient pu être plus gais ! » Le 22 juin 1905, Hindenburg obtient le grade de General der Infanterie. Après huit ans de services à Magdebourg, il prend sa retraite le 18 mars 1911, âgé de 63 ans.
Les raisons réelles de la mise en retraite du général sont inconnues. En 1909, on lui avait proposé la fonction de ministre de la Guerre, ce qu'il a refusé presque « horrifié » : « Je n'ai aucune envie de débattre dans la Chambre avec des députés ». Malgré la position prestigieuse qu'il a acquise, Hindenburg reste un homme plutôt simple : lorsqu'il passe la nuit dans un hôtel, il a l'habitude de signer uniquement « von Hindenburg, officier ». Paul Lindenberg, son biographe officiel, écrit en 1920 : « Le bruit qu'une tension serait née entre le Kaiser et Hindenburg est faux parce que dans les manœuvres le militaire s'est toujours soumis à son souverain. Hindenburg n'a dirigé qu'une seule manœuvre ». Hindenburg lui-même rajoute : « J'avais atteint une carrière, meilleure que j'avais pu l'espérer. La guerre ne se trouvant pas en vue, je me reconnaissais le devoir de laisser ma tâche à des plus jeunes en demandant mon départ en 1911 ».
Le couple Hindenburg ainsi que leur fille cadette Annemarie ont choisi de loger dans une villa de Hanovre dans la Windekinstrasse. Une fois par an, entre 1911 et 1914, ils voyagent à travers l'Europe : les Alpes, Rome… Le reste du temps, Hindenburg se consacre à des études historiques et poursuit l'étude de la stratégie et de la tactique militaire. Depuis le printemps 1914, le général est disponible mais il n'a reçu pour le moment aucun ordre de commandement. Le 3 août, il envoie un salut amer à son ancien régiment : « Je ne puis m'empêcher de dire au régiment que je pouvais commander autrefois, que mes vœux les plus fidèles le guident avant le combat ».

## La Grande Guerre

### Sur le front de l'Est

#### Bataille de Tannenberg

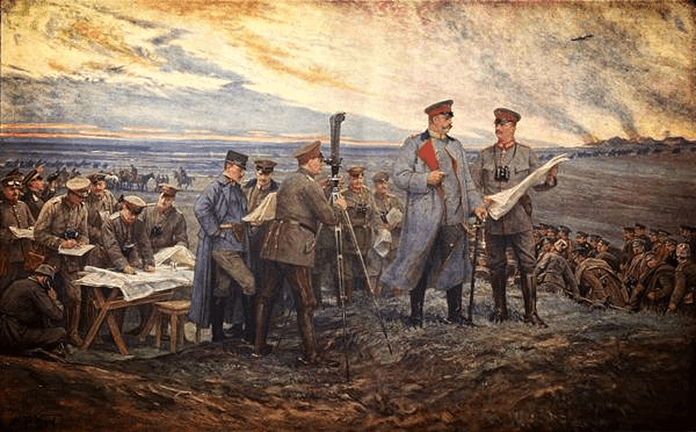
La bataille de Tannenberg, peinture de Hugo Vogel, v. 1917.

La mobilisation allemande de 1914 entraîne un besoin massif de cadres expérimentés. Un après-midi, Hindenburg reçoit un télégramme officiel qui lui demande s'il est disponible pour servir l'Allemagne. Quelques instants plus tard, le chef de l'état-major (Chef des Stabes), le général Erich Ludendorff, lui annonce que la Nation a besoin de lui à la 8e armée stationnée en Prusse-Orientale. 
Le Reich est obligé de combattre sur deux fronts. C'est sur le front de l'Est, considéré au départ comme secondaire, que va se construire la carrière glorieuse de Hindenburg. La mobilisation russe, plus rapide que prévu, bouscule durement l'armée austro-hongroise en Galicie mais les Russes, pour soulager leurs alliés français qui vont disputer la bataille de la Marne, décident de porter leur effort principal vers la Prusse-Orientale.
L'objectif de l'État-Major russe est de prendre la citadelle de Königsberg sur la Baltique. Les 1re et 2e armées russes, commandées respectivement par les généraux von Rennenkampf et Samsonov, défont la 8e armée allemande, alors dirigée par le général von Prittwitz à Gumbinnen le 20 août. Le commandant allemand ordonne le retrait de ses troupes, laissant la Prusse-Orientale sans couverture face aux Russes. Le chef du Grand État-Major, von Moltke limoge von Prittwitz et le remplace par Hindenburg.
Hindenburg sait qu'il est impossible pour lui et ses 200 000 hommes de la 8e armée d'affronter les deux armées russes. Il met alors en pratique une manœuvre similaire à celle du plan Schlieffen. Il désengage un maximum de troupes en face de Rennenkampf et les dirige, aidées en renfort de deux corps d'armée venant de l'ouest, vers les hommes de Samsonov. Les relations entre les deux généraux russes étant très tendues voire inexistantes, les deux armées ne se complètent pas. La 8e armée de Hindenburg écrase sans difficulté les troupes de Samsonov à la bataille de Tannenberg le 30 août 1914. Cette mission étant remplie avec succès, il planifie une attaque en tenaille vers le nord. Le 31 août 1914, il écrit au Kaiser :

« J'annonce à votre Majesté que depuis hier, ils [les Russes] sont tous soumis et que l'étau s'est refermé autour de la plus grande partie de l'armée russe : le XIIIe, le XVe et le XVIIIe corps d'armée sont détruits. Les pièces d'artillerie sont rassemblées dans les forêts. Le butin de guerre n'a pas encore été comptabilisé mais il est extraordinairement important. Aux alentours, le Ier et le VIe corps ont également souffert. Ils se sont mis précipitamment en retraite vers Mlawa et Myszyniec. »

#### Batailles des lacs de Mazurie (I) et de Lemberg
Pour sa victoire, le général von Hindenburg est décoré de la Eisernen Kreuzes (« Croix de fer ») le 2 septembre 1914. Le 14 septembre suivant, Hindenburg est une nouvelle fois vainqueur en écrasant la 1re armée russe aux lacs Mazures. La Prusse-Orientale est désormais libérée des Russes mais dans le même temps ces derniers ont lourdement défait l'armée autrichienne du général Conrad von Hötzendorff à Lemberg, en Galicie, le 11 septembre : les pertes autrichiennes s'élèveraient à 250 000 morts et 100 000 prisonniers. Hindenburg est nommé commandant des armées du front oriental le 1er novembre 1914.

#### Bataille de Łódź
Hindenburg et Ludendorff dévient alors la route de leurs troupes pour prêter main-forte aux Autrichiens. L'objectif des généraux allemands est d'écraser les armées russes qui tentent une percée en Silésie en les attaquant sur leur flanc occidental. Hindenburg sait que ses armées sont en infériorité numérique par rapport à l'ennemi, mais il doit attaquer rapidement. Il appelle aussitôt l'aide de la 9e armée commandée par le général von Mackensen. Ce dernier est vainqueur sur la 1re armée de Rennenkampf puis sur la 2e armée de Scheidemann qui bat en retraite vers Łódź. Pourtant les renforts russes (5e armée de von Plehve) le 18 novembre commencent à encercler les hommes de Mackensen qui s'échappent de justesse. Les Russes, commandés par le grand-duc Nicolas, se retranchent à Łódź : le résultat est indécis. Le 27 novembre, Hindenburg reçoit la distinction de Generalfeldmarschall.

#### Batailles de Bolimov et des lacs de Mazurie (II)

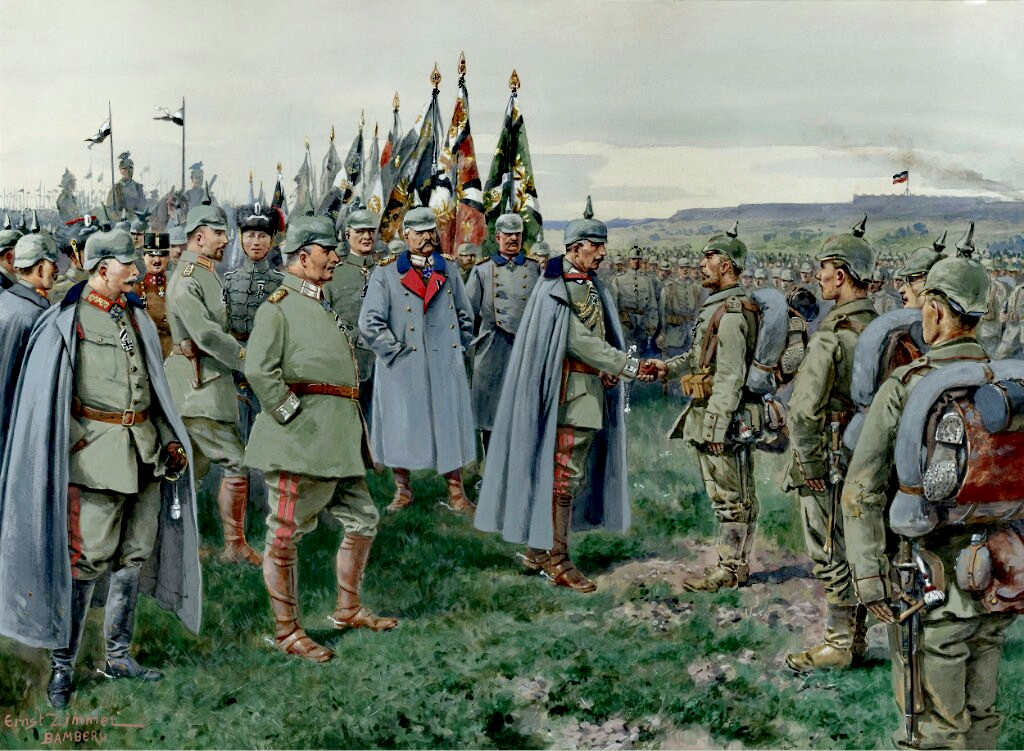
Guillaume II (au centre), devant Hindenburg et Ludendorff (en gris, derrière lui) décore des soldats allemands à l'issue du siège de Novogeorgievsk en août 1915. Peinture d'Ernst Zimmer, v. 1915-1916.

À cause de ce demi-échec, Hindenburg veut en finir avec le front russe fixé à Varsovie. Il ordonne une nouvelle fois à la 9e armée de Mackensen d'entamer une attaque de diversion à Bolimov. Son offensive générale débute le 7 février 1915 : la 8e et la 10e armées sont prêtes à attaquer en Mazurie. Le 22 février, l'offensive est victorieuse, la 10e armée russe bat en retraite et échappe de peu au désastre total (plus de 56 000 morts et plus de 90 000 prisonniers russes). L'objectif est atteint, mais la 12e armée russe vient à la rescousse et met fin à l'avancée allemande sur le front de l'Est. Le 23 février, le maréchal von Hindenburg est décoré de la Eisernen Kreuzes I. Klasse mit Eichenlaub (croix de fer ornée de feuilles de chêne de 1re classe).

#### Bataille sur deux fronts
À la fin de l'année 1915, le Grand État-Major, commandé par le général Erich von Falkenhayn, veut en finir rapidement avec les Français qu'il souhaite « saigner à blanc ». Le 21 février 1916, il lance une grande offensive (l'opération Gericht) contre la région fortifiée de Verdun aux fortifications considérées comme désuètes et sous-équipées.. Dès le début de la bataille de Verdun, les troupes allemandes font face à une résistance française acharnée, les soldats français sont rapidement renforcés par la IIe armée française sous le commandement du général Pétain puis du général Nivelle. Malgré de nombreuses offensives et des moyens énormes, Falkenhayn essuie un échec, avec 143 000 morts et 196 000 blessés du côté allemand. 
Pendant ce temps, le « brillant second » austro-hongrois se trouve en situation critique face à l'offensive Broussilov : en juin 1916, dans une des plus vastes opérations de la guerre, les 7e, 9e et 11e armées russes enfoncent les lignes austro-hongroises en Galicie et en Bucovine. La Diète de Hongrie réclame la démission du chef d'état-major Franz Conrad von Hötzendorf et le passage du front de l'Est sous un commandement unifié à direction allemande. Les généraux Alexander von Linsingen et Wiesner demandent un amalgame d'unités allemandes pour empêcher l'effondrement des armées austro-hongroises. En juillet 1916, alors que la bataille de Verdun est dans une impasse et que l'offensive franco-britannique de la Somme compromet l'issue du conflit sur le front de l'Ouest, Guillaume II finit par accepter l'idée d'un commandement unique à l'Est. Le 18 juillet 1916, lors d'une conférence à Berlin, Falkenhayn tente de s'opposer à l'ascension de Hindenburg et Ludendorff : il est appuyé par Conrad qui fait valoir que l'image pangermaniste de Hindenburg aurait un effet négatif sur les peuples slaves d'Autriche-Hongrie. Le 29 juillet, la prise de Brody par les Russes et la menace d'une chute imminente de Lemberg achèvent de discréditer la stratégie de Conrad : Falkenhayn et l'empereur François-Joseph se rallient à la solution de Hindenburg comme commandant en chef à l'Est, l'archiduc Frédéric de Teschen obtenant le commandement nominal du front au nord du Pripiat et l'archiduc Charles, futur empereur, un groupe d'armées réduit sur le Dniestr. 
Un mois plus tard, le 29 août 1916, le Kaiser nomme Hindenburg nouveau chef du Grand État-Major et Ludendorff comme premier quartier-maître général. Bien qu'ils travaillent en duo depuis le début de la guerre, les deux hommes, surnommés « les Dioscures », sont rivaux et se disputent les rênes du pouvoir. Falkenhayn, en disgrâce, est envoyé commander le front roumain tandis que Léopold de Bavière hérite du commandement du front de l'Est.

### Dictature militaire

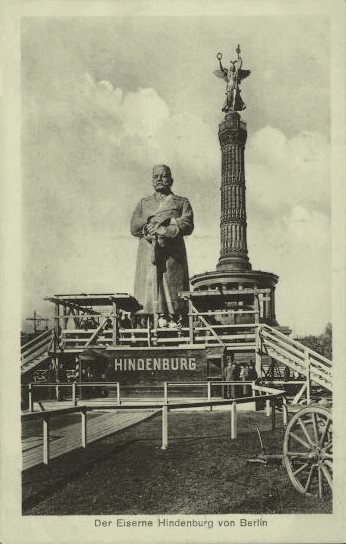
Der Eiserne Hindenburg, statue érigée en 1917 à Berlin.

Si Hindenburg est présent sur le terrain militaire, il est manifeste qu'il joue aussi un grand rôle sur la scène politique allemande pendant la Première Guerre mondiale. Ce rôle trouve ses racines dans le militarisme qui, depuis Frédéric II, s'est peu à peu développé puis imposé pendant les Gründerjahren (littéralement, « années fondatrices ») avec la figure de Bismarck. Le chef du Grand État-Major dispose de grands pouvoirs, von Moltke en avait fait les preuves. La victoire de Hindenburg à Tannenberg a renforcé la confiance en la victoire au sein du peuple allemand. Peu à peu, il acquiert une aura phénoménale, il devient un mythe. En 1915, une gigantesque statue de bois le représentant est inaugurée à Berlin en présence d'une foule immense. La statue mesure douze mètres de haut et pèse vingt-six tonnes. Hindenburg est fêté à l'égal d'un empereur. Guillaume II perd peu à peu de son influence. Cet état de fait devient clair lorsque Ludendorff estime que la mobilisation de la nation allemande pour l'effort de guerre est insuffisante et qu'il propose l'institution d'un travail forcé : le Vaterländische Hilfsdienst. Le chancelier, Bethmann-Hollweg, s'oppose à cette mesure. Hindenburg et Ludendorff usent alors de leurs pouvoirs pour faire renvoyer le chancelier lorsque ce dernier s'oppose à la guerre sous-marine à outrance. Le 13 juillet 1917, Bethmann-Hollweg est contraint de démissionner. Hindenburg et Ludendorff iront même jusqu'à proposer un nouveau chancelier : Alfred von Tirpitz. La proposition sera écartée au profit de Georg Michaelis. L'État-Major incarné par Hindenburg et Ludendorff s'octroie les prérogatives du chancelier, ils reçoivent même les partis politiques le 14 juillet 1917.

### Vers la défaite

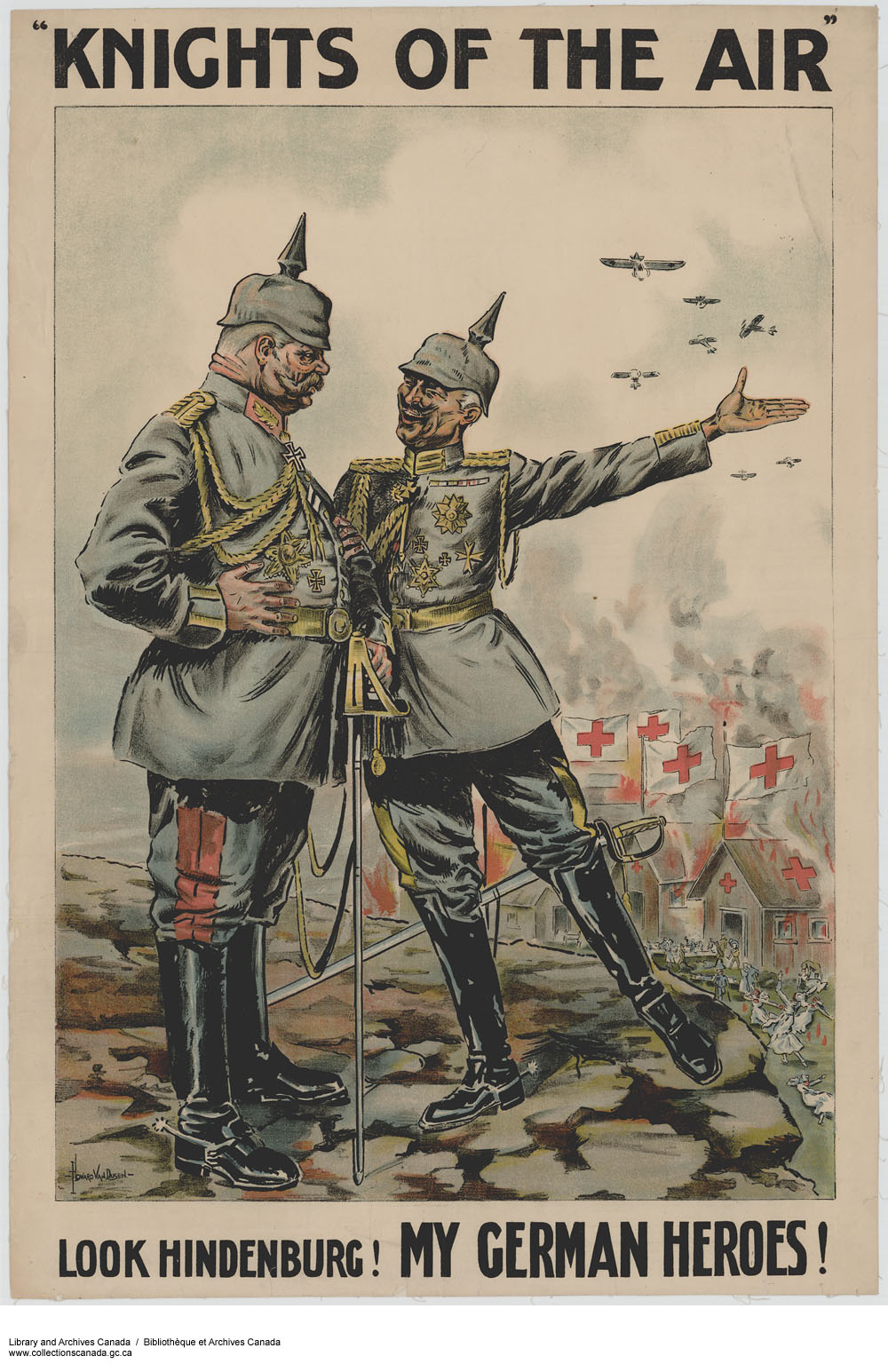
« Chevaliers de l’air » et « Regarde Hindenburg! Mes héros allemands! » Caricature de Howard Van Dusen, v. 1916-1918.

A la fin de l'été 1918, alors que la défaite du Reich est évidente, la rupture entre les Dioscures est imminente : le 26 octobre 1918, Guillaume II convoque Ludendorff et le congédie, et Hindenburg ne fait rien pour retenir son adjoint.
Hindenburg incite le gouvernement à négocier l'armistice, Guillaume II s'exile aux Pays-Bas, alors que le Reich entre en révolution. L'armistice est signé le 11 novembre 1918. Hindenburg, en tant que chef de l'OHL, exerce toujours le commandement nominal des armées allemandes défaites et en retraite. « Je suis mort de fatigue », avoue-t-il. Wilhelm Groener, successeur de Ludendorff comme quartier-maître général, est chargé de diriger l'évacuation des territoires occupés en France et en Belgique, conformément aux dispositions de l'armistice signé à Rethondes. Après la démobilisation de l'armée allemande, le 25 juin, Hindenburg quitte la direction de l'État-Major allemand ; le 3 juillet suivant, il est définitivement démobilisé.

## Président du Reich

### Immédiat après-guerre
Malgré la fin de la guerre, l'opinion nationaliste allemande continue à s'accrocher à l'armée et à Hindenburg et Ludendorff. Il est impensable que l'Allemagne soit défaite et que le prestige des deux généraux soit entaché. Il faut trouver un bouc émissaire à la situation : la république de Weimar, fraîchement proclamée. C'est la naissance de la Dolchstoßlegende (légende du coup de poignard dans le dos). Pourtant, l'armée a sa responsabilité dans la défaite : si l'État-Major s'est acharné à vouloir gagner la guerre militairement, il a également aggravé la situation. Le renvoi du chancelier Bethmann-Hollweg a ouvert la voie à la guerre sous-marine, laquelle a provoqué l'entrée en guerre des États-Unis, signant la future défaite de l'Allemagne.

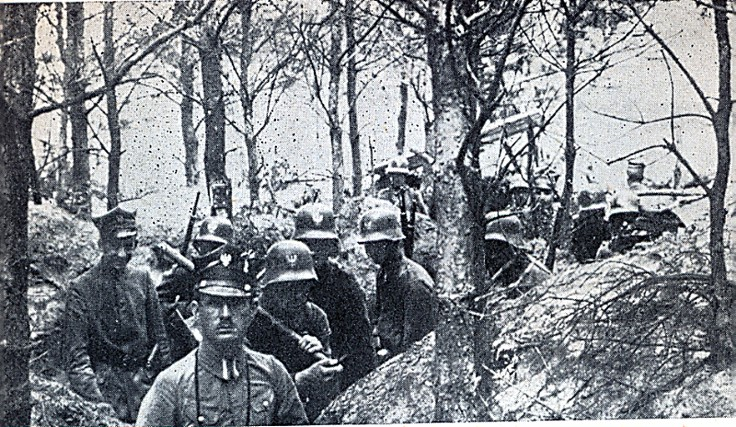
Volontaires nationalistes polonais coiffés du casque d'acier allemand en Grande-Pologne en janvier 1919

Pendant la première moitié de 1919, Hindenburg est le commandant du Grenzschutz Ost, corps de la Reichswehr provisoire chargé de défendre les frontières orientales de l'Allemagne contre les ambitions territoriales de la Pologne et de la Tchécoslovaquie. L'insurrection polonaise en Grande-Pologne (Posnanie), qui éclate le 26 décembre 1918 avec l'engagement des légions polonaises, fait passer cette région sous contrôle polonais que l'Allemagne doit accepter de facto par un armistice de février 1919.
Le 18 novembre 1919, un comité d'enquête de l'Assemblée nationale du Reich se tient au Reichstag à Berlin pour éclaircir la responsabilité des hauts dignitaires allemands dans la défaite. Hindenburg et Ludendorff sont invités à témoigner. Le vieux maréchal entre le premier, suivi par Ludendorff. Le prestige des deux hommes est tel que la salle qui accueille les interrogatoires est pleine. La presse nationale et internationale, tout comme la société berlinoise et des environs, sont présentes. Même si Hindenburg est démobilisé, les gens l'entourent d'honneurs et son siège est décoré d'un bouquet de chrysanthèmes blancs dans lequel est noué un ruban noir, blanc et rouge.
Hindenburg déclare : « L'armée allemande a reçu un coup de poignard dans le dos ». Il reprend la Dolschstoßlegende lancée à la fin de l'année 1918 pour laver l'État-Major allemand de toute responsabilité dans la défaite.
Au cours de l'interrogatoire, Hindenburg lit une déclaration dans laquelle il minimise le poids militaire des Alliés même après l'entrée en guerre des États-Unis, attribuant la cause de la défaite à une « décomposition organisée » de la flotte impériale et de l'armée par des forces révolutionnaires. Cette trahison serait due selon lui aux ouvriers et aux socialistes. Aucun des deux hommes n'évoque qu'eux-mêmes avaient en catastrophe demandé le cessez-le-feu, le 19 septembre 1918 après l'échec de l'offensive d'été. Après les débats, Hindenburg et Ludendorff sont lavés de tout soupçon et leur action militaire à l'ouest est qualifiée de performance dans l'histoire mondiale.
Au début des années 1920, Hindenburg prend sa retraite définitive avec sa femme dans sa villa de Hanovre. Son épouse meurt le 14 mai 1921 d'une maladie mal soignée. Entre-temps, son fils Oskar est nommé général. Entre 1921 et 1925, Hindenburg fréquente la station de cure de Bad Bevensen. Il chasse dans les forêts bavaroises et il est devenu un grand-père accompli.

### Maréchal-président

#### Premier tour de l'élection présidentielle (1925)
Le premier président de la république de Weimar fut élu par la Chambre, mais en 1925 la Constitution fut modifiée, de sorte que le peuple allemand puisse lui-même élire le président de la république au suffrage universel direct. Ludendorff, que Hindenburg connaît bien, se présente à l'élection présidentielle sous l'étiquette du NSDAP. Furieux de cette candidature soutenue par un parti nationaliste et raciste, Hindenburg rédige une longue lettre à son ancien homologue militaire, dans laquelle il lui demande de renoncer à cette candidature : « Retirez votre candidature immédiatement. Au lieu de vous unir […] vous vous dispersez avec les cercles nationaux en cette heure décisive. Dans ce camp votre élection est désespérée. Vous vous compromettez ainsi… de votre faute, la patrie est en danger. Acceptez donc cette demande qui pourrait être la dernière de ma vie ».
À l'issue du premier tour, qui a lieu le 29 mars, Karl Jarres est en tête avec le DVP à 38,8 % des suffrages. Suivent, Otto Braun (SPD) à 29,1 %, Wilhelm Marx (Zentrum) à 14,5 % puis Ernst Thälmann (KPD) à 7 %. Les candidats suivants ont obtenu des résultats insignifiants à l'instar de Ludendorff avec 1,1 % des suffrages.
| Candidats        | Votes (%)          | Parti du candidat                                            | Soutiens                                 |
| ---------------- | ------------------ | ------------------------------------------------------------ | ---------------------------------------- |
| Karl Jarres      | 10 410 000 (38,8)  | Parti populaire allemand (DVP)                               | Parti populaire national allemand (DNVP) |
| Otto Braun       | 7 800 000 (29,1)   | Parti social-démocrate d'Allemagne (SPD)                     | n/a                                      |
| Wilhelm Marx     | 3 890 000 (14,5)   | Zentrum                                                      | n/a                                      |
| Ernst Thälmann   | 1 870 000 (7,0)    | Parti communiste d'Allemagne (KPD)                           | n/a                                      |
| Willy Hellpach   | 1 570 000 (5,8)    | Parti démocrate allemand (DDP)                               | n/a                                      |
| Heinrich Held    | 1 010 000 (3,7)    | Parti populaire bavarois (BVP)                               | n/a                                      |
| Erich Ludendorff | 280 000 (1,1)      | Parti national-socialiste des travailleurs allemands (NSDAP) | n/a                                      |
| Total            | 26 830 000 (100,0) |                                                              |                                          |

#### Second tour de l'élection présidentielle

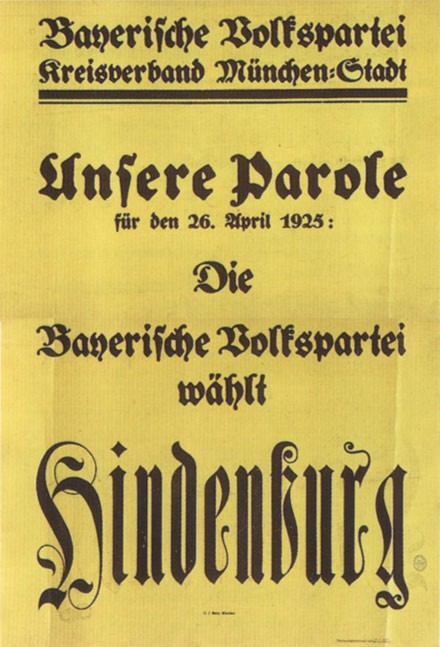
Affiche électorale du BVP en faveur du maréchal von Hindenburg (avril 1925).

Aucun candidat ne remportant l'élection à la majorité absolue, un second tour se déroule le 26 avril suivant. Marx devient le favori de l'élection. La droite conservatrice met de côté Karl Jarres et fait appel à Hindenburg. Une délégation est allée le consulter à Hanovre afin de remplacer la candidature de Jarres. Dans un premier temps, âgé de 77 ans, il refuse. Après plusieurs tentatives, le grand amiral von Tirpitz, officier militaire de la Première Guerre mondiale comme lui, lui fait une dernière proposition. Le 7 avril, Hindenburg accepte, il est soutenu par le Reichsblock : c'est l'ensemble de la droite conservatrice ou nationaliste (le NSDAP, le DVP, le DNVP et le BVP). En face, la « coalition de Weimar » (SPD, DDP et Zentrum) s'entend sur la candidature de l'ex-chancelier Wilhelm Marx et sur celle du socialiste Otto Braun pour le poste de ministre-président de Prusse. Enfin Ernst Thälmann (KPD) reste une faible menace.
Tout le monde à l'étranger s'attend donc à l'élection du chancelier Marx, mais un phénomène nouveau intervient dans la campagne : la violente réapparition du facteur confessionnel. « Très vite la majorité des protestants rejette l'idée d'un président du Reich catholique ». Voyant la menace, Marx croit se défendre en s'engageant à faire preuve de tolérance, mais c'est pour entendre la réponse : « En sommes-nous arrivés là, nous autres protestants, que nous devions nous contenter d'être tolérés en Allemagne ? ». Une analyse du vote rural montre que les électeurs protestants d'Otto Braun au premier tour se reportèrent en quasi-totalité sur Hindenburg au second : « C'était l'unanimisme retrouvé ». Le résultat est tel que le 27 avril au matin, le vieux maréchal qui, sur le papier, n'avait pratiquement pas de réserves de voix se retrouve élu second président de la république de Weimar avec 48,3 % des voix. Joseph Goebbels témoigne : « - Le 27 avril 1925 - Hindenburg arrive au but. Dehors dans les rues. Il est 1 heure du matin. Devant la BMZ. Derniers résultats vers 2 heures. Hindenburg est élu avec 900 000 voix d'avance sur Marx. Interminables transports de joie des masses : « Longue vie à Hindenburg ! » La ville resplendit de noir-blanc-rouge. C'est une étape vers le but. Rien de plus et rien de moins. Que vive Hindenburg ! ». l'historien Ian Kershaw conclut : « La démocratie de Weimar était désormais entre les mains de l'un des piliers de l'ordre ancien. La droite nationale et conservatrice n'était pas la seule à avoir voté pour lui. […] En 1933, le prix à payer sera lourd ».
| Candidats           | Votes (%)          | Parti du candidat | Soutiens              |
| ------------------- | ------------------ | ----------------- | --------------------- |
| Paul von Hindenburg | 14 655 641 (48,3)  | Aucun             | DVP, DNVP, BVP, NSDAP |
| Wilhelm Marx        | 13 751 605 (45,3)  | Zentrum           | SPD, DDP              |
| Ernst Thälmann      | 1 931 000 (6,4)    | KPD               | n/a                   |
| Total               | 30 338 246 (100,0) |                   |                       |

Hindenburg quitte Hanovre pour Berlin le 10 mai. Sur la Wilhelmstrasse, des milliers de Berlinois acclament le « vainqueur de Tannenberg ». Lors du repas présidentiel, il conclut par : « Les intuitions que j'ai reçues à la grande École de l'accomplissement du devoir, à l'armée de terre allemande, doivent être également utiles pour mon devoir de paix ». Quelques instants plus tard, il fait une allocution au peuple : « Il ne faut pas imaginer qu'un parti me donnera d'une quelconque manière des instructions, même pas ceux qui m'ont aidé dans la compétition électorale. Cependant, je tends la main à l'ancien adversaire qui veut se mettre avec moi au travail ».

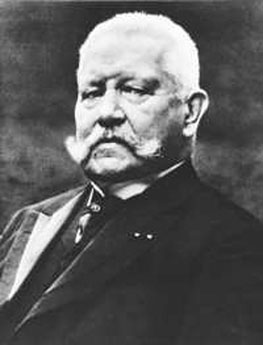
Photographie du maréchal von Hindenburg.

#### Présidence du maréchal
L'historien Johann Chapoutot décrit Hindenburg, lors de son élection à la présidence en 1925, comme une figure profondément conservatrice, attachée aux vertus prussiennes telles que l'honneur, le devoir et le sacrifice. Il souligne son hostilité aux sociaux-démocrates, aux communistes et aux syndicats, ainsi que sa méfiance envers les catholiques du Zentrum, à l'exception de ceux qu'il jugeait suffisamment conservateurs ou ayant un passé militaire. Chapoutot note également l’aversion de Hindenburg pour les évolutions sociales de la République de Weimar et son indifférence aux questions sociales, ou un possible État-providence allemand.
Durant son mandat, l'Allemagne reste instable : pas moins de quatre chanceliers et cinq gouvernements alternant entre le Zentrum et le SPD se succèdent durant le septennat de Hindenburg, souvent incapables de redresser la situation du pays.
1. Hans Luther (aucun) : janvier 1925-mai 1926
2. Wilhelm Marx III (Zentrum) : mai 1926-décembre 1926
3. Wilhelm Marx IV (Zentrum) : janvier 1927-juin 1928
4. Hermann Müller II (SPD) : juin 1928-mars 1930
5. Heinrich Brüning (Zentrum) : mars 1930-mai 1932

Au moment où le gouvernement de coalition dirigé par le socialiste Hermann Müller se trouve en difficulté sur la question de l'assurance chômage, « Hindenburg, le président du Reich, aurait pu user de ses pouvoirs afin de permettre à Müller de trancher la question des cotisations par décret présidentiel. […] Hindenburg devait y recourir systématiquement au profit des successeurs de Müller au point de miner complètement le régime parlementaire. Mais au début de 1930, il refusa à Müller le recours à l'article 48 », confirmant de ce fait sa volonté d'écarter les sociaux-démocrates du gouvernement affirmée dès mars 1929. Le chancelier Müller est remplacé par Heinrich Brüning en mars. À son tour en difficulté à la suite de la grande dépression économique de 1929-1930, Brüning gouverne par décrets d'urgence, puis demande à Hindenburg, en juillet 1930, de dissoudre la Chambre des députés pour lutter contre les socialistes et les nationaux-socialistes. Lors de diverses élections pour les parlements régionaux, en 1931, les nazis progressent de manière notable, suscitant l'inquiétude de Hindenburg qui considère qu'ils sont « de vulgaires et dangereux socialistes ».
Entre 1928 et 1931, le parti national-socialiste connaît une ascension fulgurante passant de 2,6 à 18,3 %. Désormais chef du deuxième parti d'Allemagne, Hitler n'a plus vraiment besoin du soutien de Hindenburg. Goebbels écrit : « – Le 19 octobre 1929 – Cette vieille ruine [de Hindenburg] se défend contre l'article 4 [Lequel ?] ? Quelle erreur d'avoir fait de cet homme le président du Reich ! Il bloque tout le mouvement de libération ».

### Second mandat

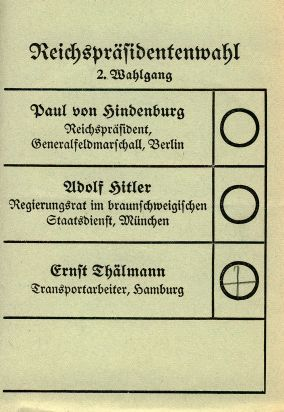
Bulletin électoral du second tour (avril 1932).

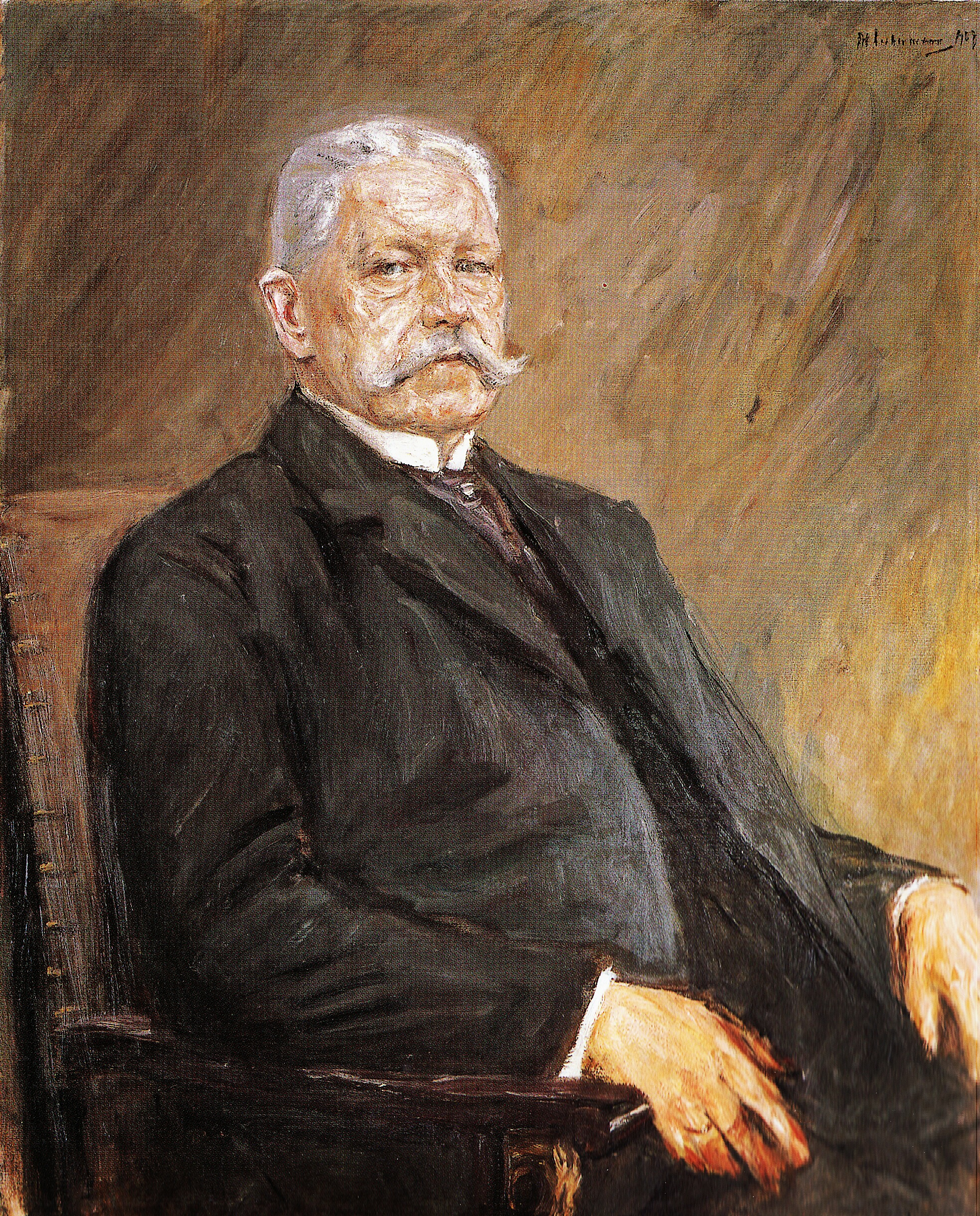
Portrait du président du Reich Paul von Hindenburg de Max Liebermann, en 1927.

En octobre 1931, le président Hindenburg rencontre pour la première fois le « Führer » du NSDAP, Adolf Hitler, au cours d'un entretien au palais présidentiel. L'entrevue tourne au désastre : les deux hommes ne s'entendent absolument pas. Hindenburg le surnomme « caporal bohémien » ou « caporal autrichien » et Hitler dit de lui que c'est un « vieux fou ».
Malgré les efforts de Brüning, la situation de l'Allemagne à l'époque de Hindenburg est encore très délicate, le chômage et la pauvreté sont en croissance nette depuis trois ans et l'insécurité règne partout dans le pays. Au début de 1932, le chancelier allemand n'a désormais plus le soutien des sociaux-démocrates. Des réformes très impopulaires (baisse du pouvoir d'achat, hausse des prix et des impôts) l'isolent sur la scène politique. En mars-avril 1932, après sept ans d'activité présidentielle, le Volksblock, qui regroupe entre autres le Zentrum et le SPD, fait appel aux électeurs pour réélire Paul von Hindenburg, 84 ans, le président sortant.
Dans un premier temps, Franz von Papen tente d'obtenir un renouvellement du mandat présidentiel de Hindenburg par le Reichstag, sans devoir passer par de nouvelles élections ; cette procédure, qui nécessitait une modification de la Constitution à la majorité des deux tiers, est rendue impossible par le refus des nazis, motivés par leur volonté de faire tomber le gouvernement dirigé par Brüning ; Hitler n'accepte de soutenir cette proposition qu'au prix du renvoi de Brüning et de l'organisation de nouvelles élections législatives qu'il est persuadé d'emporter haut la main ; cette solution est refusée par Hindenburg.
La plupart des patrons sont effrayés pendant la campagne présidentielle par le flou qui entoure les positions d'Adolf Hitler à propos de l'économie et ils se rangent donc clairement derrière Hindenburg et von Papen, « issu de la noblesse de Westphalie, l'homme qui avait épousé la fille d'un industriel de la Sarre et entretenait de bonnes relations avec des chefs d'entreprise, des propriétaires terriens et des officiers de la Reichswehr ». Au premier tour du scrutin, il y a cinq candidats. Hindenburg (Volksblock), Hitler (NSDAP), qui hésite pendant plus d'un mois avant de se présenter contre le maréchal, Ernst Thälmann (KPD), Theodor Duesterberg et Gustav A. Winter. La position de Hindenburg est singulière : « il était tributaire du soutien des socialistes et des catholiques, qui avaient été ses principaux opposants au cours des sept années passées et formaient de bien étranges et fâcheux compagnons de route pour le doyen loyalement protestant et ultra-conservateur ».

#### Résultats de l'élection présidentielle
Premier tour
| Candidats           | Votes (%)          | Parti du candidat |
| ------------------- | ------------------ | ----------------- |
| Paul von Hindenburg | 16 651 000 (49,6)  | Volksblock        |
| Adolf Hitler        | 11 339 000 (30,1)  | NSDAP             |
| Ernst Thälmann      | 4 983 000 (13,2)   | KPD               |
| Theodor Duesterberg | 2 557 000 (6,8)    | SBF               |
| Gustav A. Winter    | 111 400 (0,3)      |                   |
| Total               | 35 640 000 (100,0) |                   |

Second tour
| Candidats           | Votes (%)          | Parti du candidat |  |
| ------------------- | ------------------ | ----------------- |  |
| Paul von Hindenburg | 19 359 000 (53,1)  | Volksblock        |  |
| Adolf Hitler        | 13 418 000 (36,8)  | NSDAP             |  |
| Ernst Thälmann      | 3 706 759 (10,1)   | KPD               |  |
| Total               | 36 483 000 (100,0) |                   |  |

#### De Brüning à von Papen

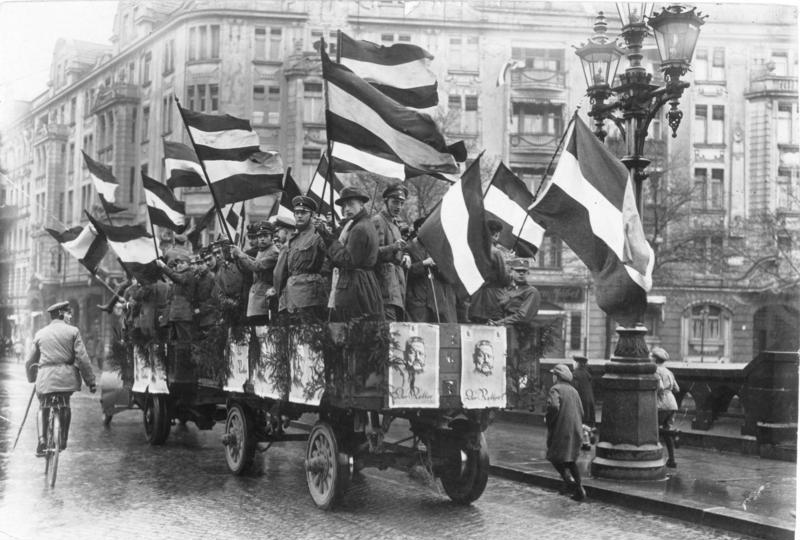
Propagande électorale pour Hindenburg en 1925.

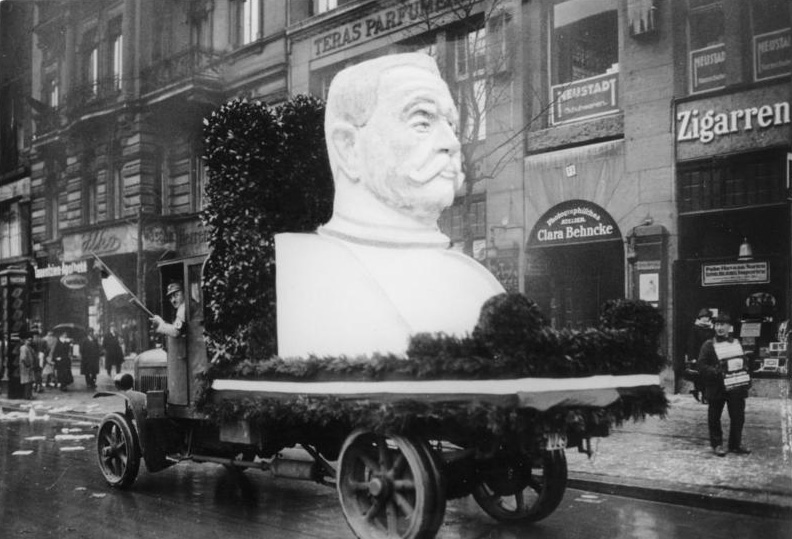
Propagande électorale pour Hindenburg en 1925.

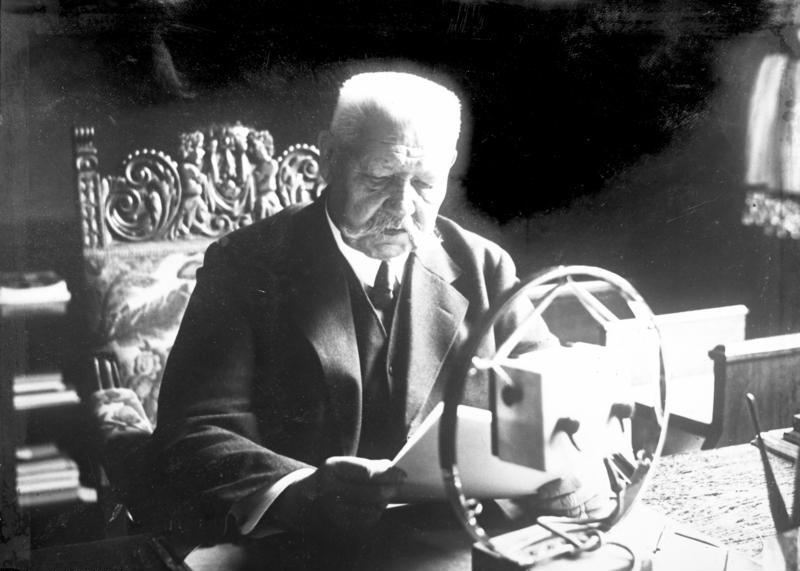
Hindenburg en mars 1932.

Le maréchal est réélu mais le parti national-socialiste réalise une énorme percée : de 1,1 % en 1925 à 30,1 % en 1932 (aux premiers tours) : il s'agit désormais d'un partenaire incontournable. Hindenburg prévoit la démission de certains de ses ministres (Wirth et Guérard). Le 30 mai 1932, malgré l'aide précieuse de Brüning dans sa réélection à la présidence, Hindenburg le somme de démissionner notamment à cause de son projet de décret visant directement les intérêts des grands propriétaires fonciers et à cause de sa politique déflationniste : « Dès lors, plus rien ne s'opposait au virage à droite qui avait les faveurs de Hindenburg et auquel Schleicher avait œuvré ». Il appelle au pouvoir Franz von Papen, qui démissionne du Zentrum pour empêcher son exclusion. Après avoir formé le « Gouvernement des barons » (Kabinett der Barone), le nouveau chancelier gouverne de manière autoritaire le pays.
Flatteur, charmeur, monarchiste et ancien officier de la Première Guerre mondiale, Papen devient rapidement le chancelier préféré de Hindenburg aux dépens de Schleicher. L'ambassadeur français à Berlin, André François-Poncet, témoigne : « C'est lui [Franz von Papen] le préféré, le favori du maréchal ; il détourne le vieil homme par sa vivacité, son espièglerie ; il le flatte en lui montrant du respect et de la dévotion. Il le séduit par son audace ; il est à ses yeux [de Hindenburg] l'homme parfait ».
Le chancelier Papen lève l'interdiction qui pesait depuis Brüning sur les SA et les SS de Hitler. Face à l'extrême agitation qui règne dans le pays, Hindenburg et le chancelier décrètent la loi martiale ; le 14 juillet, Hindenburg nomme son chancelier Commissaire général de Prusse (Reichskommissar) pour y remettre de l'ordre. Cependant, Papen, incapable de réunir une nouvelle coalition, décide une nouvelle dissolution du Reichstag, le 31 juillet : les nazis obtiennent 37,2 % des voix (premier parti d'Allemagne et 230 sièges au Reichstag). Papen et Schleicher espèrent leur soutien au gouvernement.

#### De von Papen à von Schleicher
Si le NSDAP fait figure de premier parti d'Allemagne, il ne détient pas la majorité au Reichstag. Cela n'empêche pas Hitler, lors de négociations secrètes, menées début août avec Schleicher, d'exiger le fait d'être nommé chancelier et de voir attribués les ministères de l'Intérieur à Wilhelm Frick, de l'Air à Hermann Göring, du Travail à Otto Strasser et de l'Éducation du peuple à Joseph Goebbels. Une exigence catégoriquement rejetée par le président Hindenburg le 10 août, qui se permet d'ironiser quant à la situation : « Faire d'un caporal bohémien le chancelier du Reich, ce serait du propre ».
Lors d'une nouvelle rencontre avec Hindenburg, le 13 août, Hitler se voit proposer d'entrer dans le gouvernement von Papen. Il rejette cette offre : « Monsieur Hitler a déclaré que, pour des raisons qu'il a expliquées en détail au président du Reich ce matin, il était hors de question qu'il participe au gouvernement actuel. Considérant l'importance du mouvement national-socialiste, il se doit de demander la totalité du pouvoir pour lui et son parti (…) » (déclaration d'Otto Meissner du 13 août 1932). À sa demande de disposer de « la direction du gouvernement et de la direction de l'État dans toute son étendue pour lui-même et pour son parti », Hitler se voit opposer un refus catégorique par Hindenburg ; pour celui-ci, « s'il remettait la totalité du pouvoir gouvernemental à un seul parti, et de surcroît à un parti aussi intolérant envers tous ceux qui avaient des points de vue différents, il ne pourrait répondre devant Dieu, sa conscience et la patrie ».
Le Parlement, présidé par Göring, est dissous lors de sa deuxième séance, le 12 septembre, sur la base d'une décision prise par Hindenburg le 30 août, après des débats houleux qui tournent à la déconfiture du gouvernement. De nouvelles élections sont prévues pour le 6 novembre. Lors des élections, les nazis perdent un peu de terrain mais ils restent un partenaire incontournable avec 33,1 % des voix (196 sièges). Le 19 novembre, Hindenburg reçoit Adolf Hitler dans le cadre de sa consultation des chefs des formations politiques et lui renouvelle son offre d'entrer dans un gouvernement de coalition, mais sans détenir la chancellerie. « Comme les échanges de mi-novembre allaient le montrer, le président du Reich continuait à se méfier profondément du chef nazi. » Le 19 novembre, une vingtaine de personnalités du grand patronat lui demandent de nommer Hitler au poste de chancelier. Papen démissionne en décembre 1932 à cause d'une discorde avec Schleicher. Ce dernier est nommé chancelier. Quelques jours plus tard, Hindenburg annonce : « Messieurs, j'espère que vous ne me rendez pas responsable de devoir nommer ce caporal autrichien chancelier du Reich ! ».

#### Nomination de Hitler à la Chancellerie

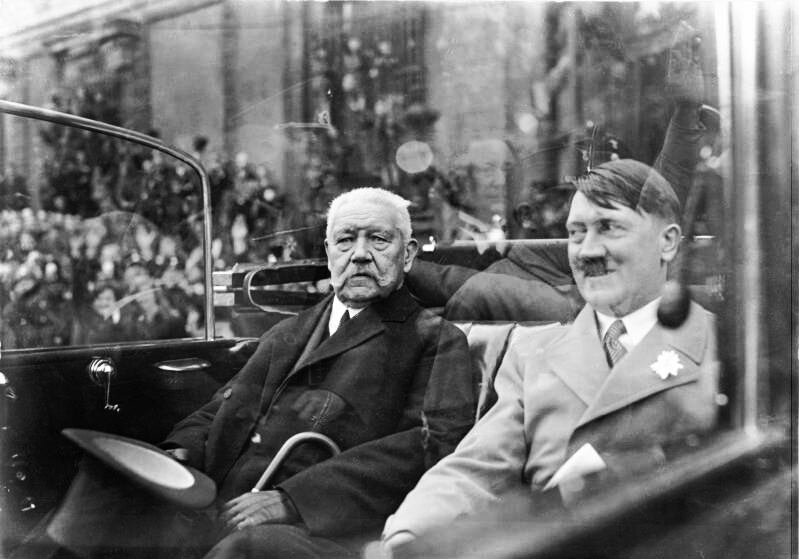
Hitler et Hindenburg, le 1er mai 1933.

Après d'intenses négociations menées entre les dirigeants nazis et l'entourage de Hindenburg, négociations auxquelles est associé le fils du maréchal et où von Papen joue un rôle clé, Hindenburg accepte de limoger Schleicher et de nommer Hitler au poste de chancelier. Il ne s'agit pas d'un accident de parcours pour Ian Kershaw : « Hindenburg lui-même et ceux qui étaient en position de l'influencer étaient si occupés à chercher une solution à droite qu'ils ne prirent pas la peine d'envisager une issue parlementaire » ; il écrit plus loin que « L’accession d’Hitler au pouvoir n’était aucunement inéluctable. Hindenburg eût-il concédé à Schleicher la dissolution qu’il avait si volontiers accordée à Papen et décidé une prorogation au-delà des soixante jours prévus par la Constitution, que la nomination de Hitler à la chancellerie aurait sans doute pu être évitée ». Le lundi 30 janvier 1933, peu après midi, les membres du futur cabinet Hitler entrent chez le président, fort irrités qu'on les ait fait attendre près d'une heure ; l'entretien est bref et la seule réponse du président au discours du nouveau chancelier consiste en quelques mots : « Et maintenant, messieurs, Dieu vous accompagne ». Seuls Hitler, Göring et Wilhelm Frick font partie du gouvernement au départ. Quant à Papen, toujours favori du président, il est nommé vice-chancelier. Dès le 31 janvier 1933, « Hindenburg se laissa persuader d'accorder à Hitler ce qu'il avait refusé à Schleicher à peine quatre jours plus tôt : la dissolution du Reichstag », qui débouche, aux élections du 5 mars, sur une progression substantielle du parti national-socialiste qui récolte 43,9 % des voix, soit 288 sièges sur 647 (quelques jours après l'incendie du Reichtag, et dans un contexte où les socialistes et les communistes sont réprimés par les nazis, et empêchés de faire campagne). La présidence de Hindenburg est alors encore perçue, notamment par des dirigeants syndicaux, comme la « meilleure garantie que la Constitution ne serait pas violée ». Le 4 février, Hindenburg signe l'ordonnance pour la protection du peuple qui permet aux nazis d'épurer et de noyauter l'administration et la police. Hindenburg signe donc le 28, avant les élections, et comme conséquence de l'incendie du Reichstag du 27 février 1933, la Reichstagsbrandverordnung qui suspend quasiment toutes les libertés publiques. Selon Gilbert Badia, « il a suffi d'un exposé dramatique de Hitler […] pour que le vieillard réactionnaire confie les pleins pouvoirs au caporal autrichien naguère méprisé ».
Après l'accession au pouvoir de Hitler, certains juifs gardent confiance en voyant que le président, vieux et respecté, reste à la tête de l'État ; après avoir reçu une lettre de plainte de Frieda Friedmann, une juive dont le fiancé et les deux frères avaient péri lors de la Première Guerre mondiale, Hindenburg lui fait savoir qu'il est résolument opposé aux excès à l'encontre des juifs et transmet la lettre à Hitler. En mars, Hindenburg tente d'intervenir afin de contrer le projet de Hitler d'organiser le boycott des commerces juifs dans toute l'Allemagne. Lors de l'adoption de la loi du 7 avril 1933 pour le rétablissement de la fonction publique professionnelle qui écarte les juifs et les opposants au nazisme de l'administration, Hindenburg obtient que les juifs ayant combattu pendant la Première Guerre mondiale en soient exemptés, ainsi que les fonctionnaires juifs dont les pères ou les fils étaient tombés sur le front (Frontkämpferprivileg ou privilège du combattant de première ligne). De plus Hindenburg demande à Hitler de rétablir l'ordre, après avoir été couvert de protestations contre les exactions de la SA dans les premiers mois de 1933. Il est aussi sensible à la mobilisation de l'Église protestante à ce sujet.

## La fin

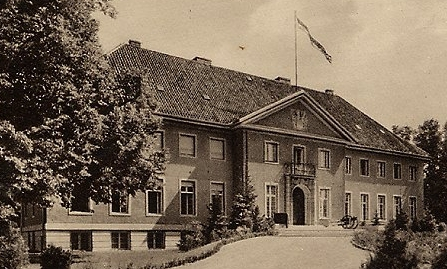
Manoir de Neudeck, demeure du maréchal von Hindenburg.

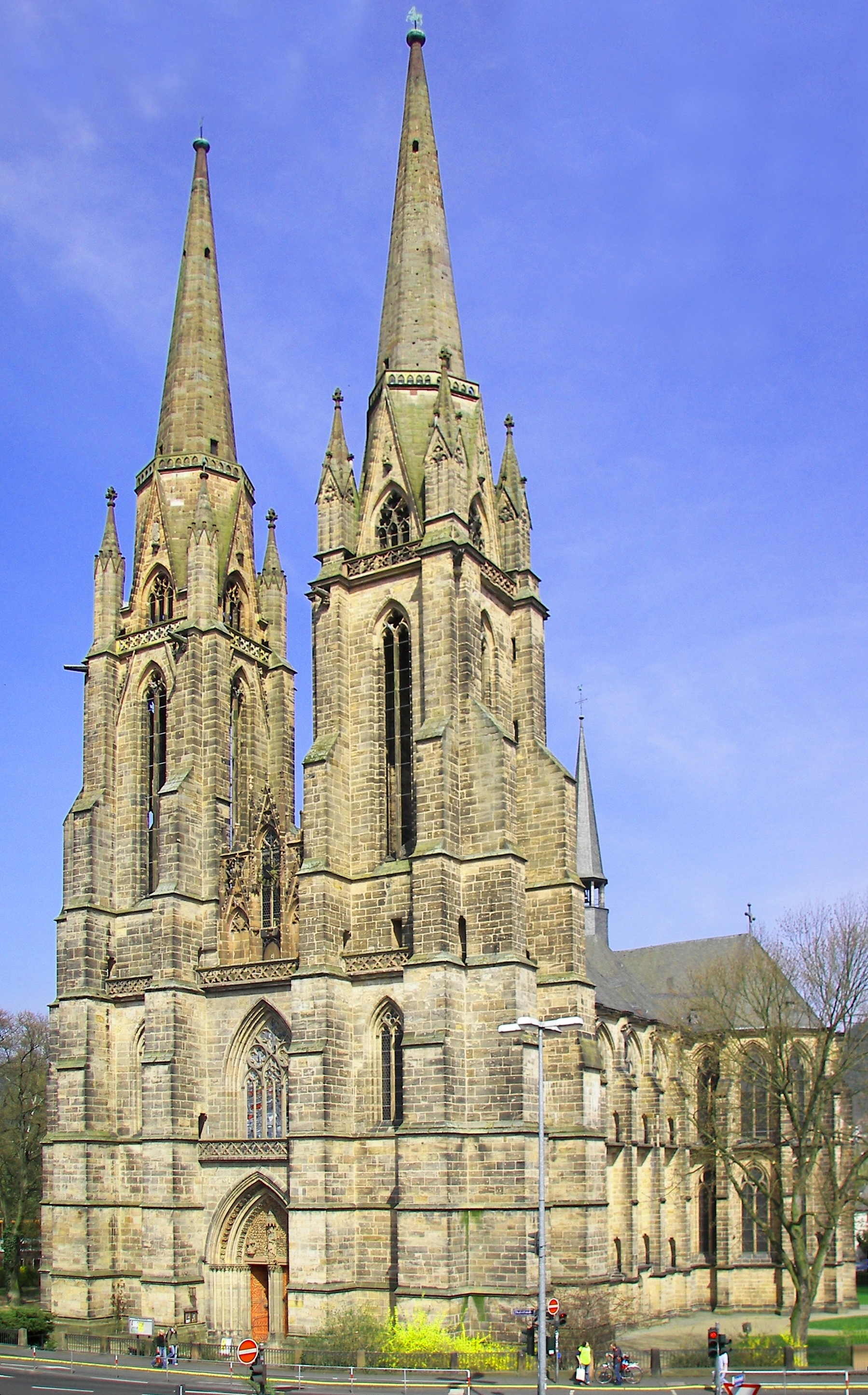
Vue de l'église Sainte-Élisabeth de Marbourg, où le maréchal est enterré.

Le président Hindenburg tombe gravement malade en avril 1934 et Hitler en est informé : au début du mois de juin, le président se retire dans sa propriété de Neudeck, en Prusse-Orientale : « Ainsi le principal appui des conservateurs se trouvait-il désormais éloigné du centre névralgique du pouvoir alors que la question de la succession était imminente ». Malgré son état de santé, il reçoit Hitler dans sa résidence le 21 juin, à un moment où la tension entre la SA et les milieux conservateurs menés par Franz von Papen est à son comble, notamment après le discours de Marbourg prononcé par celui-ci le 17 juin ; le président du Reich demande à Hitler pendant cette entrevue de « ramener enfin à la raison les fauteurs de troubles révolutionnaires » et le menace, par l'entremise de Blomberg, de proclamer la loi martiale et de confier le pouvoir à l'armée si le gouvernement se révèle incapable de ramener le calme. Les « fauteurs de troubles révolutionnaires » de la SA sont éliminés lors de la nuit des Longs Couteaux. Après celle-ci, le président adresse au Führer un télégramme de félicitations : « D'après les rapports que je viens de recevoir, je constate que par votre esprit de décision et votre courage personnel, vous avez étouffé dans l'œuf les intentions des traîtres. Je vous exprime par ce télégramme ma profonde reconnaissance et mes remerciements très sincères ». Il n'est toutefois pas certain qu'il ait rédigé lui-même ce message, voire qu'il l'ait lu. Selon Badia, en revanche, « Hitler, quand il rendit visite à Hindenburg à Neudeck quelques jours plus tard, après la nuit des Longs Couteaux, le trouva tout disposé à approuver ces effusions de sang nécessaires pour faire l'histoire. La plus haute autorité de l'État avalisait ces crimes ».
Hindenburg meurt le 2 août 1934 d'un cancer du poumon dans sa maison de Neudeck en Prusse-Orientale à l'âge de 86 ans. Dès la veille de sa mort, Hitler avait opportunément promulgué une loi qui prévoyait la réunion des fonctions de président et de chancelier, à valoir le jour de la mort du président, Hitler devenant alors désigné par le nouveau vocable « Führer et chancelier du Reich ». Le jour de la mort du maréchal, Hitler demande au ministre de l'Intérieur, Wilhelm Frick, d'organiser une consultation électorale pour que le peuple allemand s'exprime sur ladite loi. Le scrutin se tient le 19 août 1934. Le testament politique du maréchal, sûrement trafiqué, remercie vivement le chancelier Hitler pour le travail accompli. Le 7 août, Hindenburg est inhumé contre sa volonté au mémorial de Tannenberg lors de funérailles grandioses (durant lesquelles la croix gammée est absente) auxquelles Ludendorff refuse de figurer aux côtés de Hitler, qu'il surnomme « ce faux demi-dieu ».
Au mois de janvier 1945, la Prusse orientale est directement attaquée par l'Armée rouge, les cercueils de Hindenburg et son épouse sont donc évacués du mémorial de Tannenberg, puis placés dans la crypte de l'église Sainte-Élisabeth de Marbourg, près de Francfort, où ils se trouvent toujours au début du XXIe siècle.
L'interprétation historique du rôle de Hindenburg reste mitigée. D'un côté, il est le héros charismatique de la Première Guerre mondiale ; de l'autre, il est l'initiateur de la Dolchstoßlegende et celui qui a ouvert les portes du pouvoir à Hitler en le nommant chancelier.

## L'image de Hindenburg
Alors que les médias de masse commencent à s'épanouir en Allemagne, le nom et la figure de Hindenburg ont été très utilisés de 1914 à 1934 ; au profit de divers groupes politiques ainsi que de l'industrie et du commerce allemand.
Sa stature imposante, son large visage à la moustache bien reconnaissable, son calme en public, sa réputation de studieux père de famille, son passé militaire de soldat patriote et sa figure de patriarche en uniforme médaillé ont fait de Hindenburg le symbole d'une puissance et d'une stabilité invitant les Allemands à la confiance, malgré les crises économiques, sociales et politiques qui agitaient le pays. Cette image a été utilisée et entretenue, avec des objectifs politiques par le Kaiser d'abord, puis par Hitler et les nazis, mais aussi par l'industrie et le commerce avec des motifs plus mercantiles, soutenus par l'activité naissante de la publicité de masse (de nombreux bibelots et produits portaient la photo, un dessin ou le nom de Hindenburg). Après sa mort, des rues, des bâtiments et lieux publics, des bateaux (SMS Hindenburg) et un prestigieux dirigeable (le LZ 129 Hindenburg, le plus grand jamais construit) ont continué à être baptisés de son nom. Ceci a contribué à modeler un « mythe Hindenburg » qui semble avoir pénétré la société sous toutes ses formes et dans toutes ses classes et qui a persisté après sa mort chez une partie des Allemands.
Selon Anna Menge ce « mythe » a joué un rôle historique très important dans l'entre-deux-guerres et pour la montée du fascisme en Allemagne. Hindenburg a en effet bénéficié d'un large lectorat via les livres qui parlaient de lui ou le citaient, via la presse, les illustrés et l'ensemble des médias de masse (radio, informations filmées diffusées dans les cinémas…).
Ses fréquents appels à la confiance dans le gouvernement et ses discours à la radio étaient attentivement suivis par de nombreux auditeurs. Le mythe le plaçait au-delà des fractures politiques de Weimar. Hindenburg s'est aussi mis en scène devant les caméras et il a selon A. Menge fortement cherché à contrôler l'image que le public avait de lui et intervenait directement dans la promotion, la gestion et la censure de son propre mythe. Hitler s'est gardé d'apparaître comme un ennemi de Hindenburg et a su avec Goebbels l'utiliser dans sa propagande avec l'aide d'une partie des publicitaires qui, après avoir utilisé et mis en scène la confiance qu'inspirait sa figure et pour influer sur les choix des consommateurs, ont contribué au décorum et aux grandes mises en scène théâtrales des manifestations du fascisme.

## Dans les arts et la culture

### Filmographie

#### Cinéma
- Jay Smith dans The Kaiser, the Beast of Berlin (1918).
- Frank Farrington (en) dans To Hell with the Kaiser ! (1918).
- George Ridell dans My Four Years in Germany (1918).
- James Hathaway dans The Prussian Cur (1918).
- Bert Roach dans Yankee Doodle in Berlin (1919).
- Karl Körner dans Tannenberg (de) (1932).
- Sig Ruman dans Hitler et sa clique (1944).
- Friedrich Domin (de) dans Héros en blanc (1954).
- Artur Malkowsky (de) dans Stresemann (1957).
- Josef Vinklář (en) dans Baron Rouge (2008).
- Rainer Bock dans Wonder Woman (2017).

#### Télévision
- Marius Goring dans Fall of Eagles (1974) (en français : La chute des Aigles (1979))

##### Téléfilm
- Peter O'Toole dans Hitler : La Naissance du mal (2003).

##### Séries
- Pyotr Zhuravlyov dans Trotsky (en) (2017).
- Marius Goring dans La Chute des aigles (1974).

### Littérature
- Bertolt Brecht, La Résistible Ascension d'Arturo Ui, pièce de théâtre créée en 1941.
- Theodor Plievier, L'Empereur partit, les généraux restèrent, Plein Chant, Bassac 2021,  (ISBN 978-2-85452-356-0).

## Œuvres
- (de) Paul von Hindenburg, Aus meinen Leben, Leipzig, von Hinzel, 1920.
- (de) Paul von Hindenburg, Hindenburg. Briefe, Reden, Ebenhausen, 1938.